# Helicase-dependent amplification
Helicase-dependent amplification (HDA) este o metodă de amplificare in vitro a ADN-ului (ca și reacția în lanț a polimerazei) care are loc la o temperatură constantă.

## Introducere
Reacția în lanț a polimerazei este cea mai utilizată metodă de amplificare in vitro a ADN-ului în scopuri de biologie moleculară și de cercetare biomedicală. Acest proces implică separarea ADN-ului bicatenar la căldură mare în șuvițe simple (etapa de denaturare, realizată de obicei la 95-97 °C), recorectarea amorselor pe ADN-ul monocatenar (etapa de recorectare) și copierea șuvițelor simple pentru a crea un nou ADN bicatenar (etapa de extensie care necesită ADN polimeraza) necesită ca reacția să se facă într-un termociclator. Aceste aparate de banc sunt mari, scumpe și costisitoare pentru funcționare și întreținere, ceea ce limitează potențialele aplicații ale amplificării ADN în situații din afara laboratorului (de exemplu, în identificarea microorganismelor potențial periculoase la locul investigației sau la locul de îngrijire a unui pacient). Deși PCR este de obicei asociată cu ciclurile termice, brevetul original al lui Mullis et al. a dezvăluit utilizarea unei elicaze ca mijloc de denaturare a ADN-ului bicatenar, incluzând astfel amplificarea izotermă a acidului nucleic. In vivo, ADN-ul este replicat de ADN polimerazele ADN cu diverse proteine accesorii, inclusiv o ADN-elicază care acționează pentru a separa ADN-ul prin derularea dublei elice de ADN. HDA a fost dezvoltată pornind de la acest concept, utilizând o elicază (o enzimă) pentru a denatura ADN-ul.

## Metodologie
Șirurile de ADN dublu catenar sunt mai întâi separate de o ADN elicază și acoperite de proteine de legare a ADN monocatenar (ssDNA). În a doua etapă, doi amorse specifice secvenței se hibridizează pe fiecare margine a șablonului de ADN. ADN polimerazele ADN sunt apoi utilizate pentru a extinde amorsele aneantizate la șabloane pentru a produce un ADN bicatenar, iar cei doi produși de ADN nou sintetizați sunt apoi utilizați ca substraturi de către ADN elicazele, intrând în următoarea rundă a reacției. Astfel, se dezvoltă o reacție în lanț simultană, ceea ce duce la amplificarea exponențială a secvenței țintă selectate (a se vedea Vincent et al., 2004 pentru o diagramă schematică).

## Progresul actual și avantajele și dezavantajele HDA
De la publicarea descoperirii sale, tehnologia HDA este utilizată pentru un "test cu acid nucleic simplu și ușor de adaptat pentru detectarea Clostridium difficile". Alte aplicații includ detectarea rapidă a Staphylococcus aureus prin amplificarea și detectarea unei secvențe scurte de ADN specifice bacteriei. Avantajele HDA constau în faptul că oferă o metodă rapidă de amplificare a acidului nucleic al unei ținte specifice la o temperatură izotermă care nu necesită un termociclator. Cu toate acestea, este necesară optimizarea în prealabil de către cercetător a primerilor și, uneori, a tampoanelor. În mod normal, optimizarea amorselor și a tampoanelor se testează și se realizează prin PCR, ceea ce ridică problema necesității de a cheltui mai mult pe un sistem separat pentru a realiza amplificarea propriu-zisă. În ciuda argumentului de vânzare conform căruia HDA anulează utilizarea unui termociclator și, prin urmare, permite efectuarea de cercetări pe teren, o mare parte din activitatea necesară pentru detectarea microorganismelor potențial periculoase se desfășoară, indiferent de situație, într-un laborator de cercetare/spital. În prezent, diagnosticarea în masă dintr-un număr mare de probe nu poate fi încă realizată prin HDA, în timp ce reacțiile PCR efectuate în termocicleri care pot conține plăci de probe cu mai multe godeuri permit amplificarea și detectarea țintei de ADN vizate din maximum 96 de probe. Costul de achiziționare a reactivilor pentru HDA este, de asemenea, relativ scump față de cel al reactivilor PCR, cu atât mai mult cu cât se prezintă sub forma unui kit gata preparat.